# Fédération d'échecs d'Andorre
La Fédération d'échecs d'Andorre (en catalan : Federació d'Escacs Vall d'Andorra ou FEVA) est l'organisme qui a pour but de promouvoir la pratique des échecs en Andorre. Elle s'occupe notamment du championnat d'Andorre d'échecs.

## Histoire
En 1948, le GEVA (Groupe d'échecs de la vallée d'Andorre, Grup d'Escacs Valls d'Andorra) est fondé à Escaldes-Engordany (qui appartenait encore à la paroisse d'Andorre-la-Vieille depuis son indépendance en 1978). Ce groupe était chargé de trouver une reconnaissance internationale jusqu'au 7 novembre 1967, date officielle de la création de la Fédération des échecs d'Andorre.
Affiliée à la Fédération internationale des échecs depuis 1979, la FEVA est également membre de l'Association internationale des échecs francophones.